# Lance-grenades Type 10 50 mm
 (août 2016).
Le lance-grenades Type 10 (十年式擲弾筒 Juu-nen-shiki tekidantō) était une arme japonaise à âme lisse, chargée par la bouche, utilisée pendant la Seconde Guerre mondiale. Il est entré en service en 1921. Le Type 10 avait une portée de 175 mètres, supérieur aux autres lance-grenades de l'époque. Il disposait d'un système de contrôle de la portée situé à la base du canon, il avait la forme d'une bague graduée qui modifiait la taille d'un port d'évacuation des gaz. L'évacuation d'une partie des gaz propulsifs permettait de réduire la portée de la munition.
À cause d'une erreur de traduction, le Type 10 a été appelé « mortier de genou » (Knee mortar) par les américains. Le manuel d'utilisations recommandait aux troupes de porter le mortier en haut de la cuisse avec sa base attaché à la ceinture et le canon le long de la cuisse. Les troupes américaines à Guadalcanal ont entendu parler du « mortier de genou » et pensèrent que sa conception légère permettait de l'utiliser en appui sur la cuisse. Si le Type 10 était utilisé de cette manière, il pouvait provoquer de sérieuses blessures à cause du recul. Cependant, une fois que quelques soldats se soient blessés, l'erreur de traduction a été découverte et les futures expérimentations ont été découragées. 
Les services de renseignement de l'époque pensaient que l'arme était principalement utilisée pour lancer des grenades éclairantes. La version lourde Type 89 quant à elle était utilisée pour tirer des munitions explosives.

## Munitions

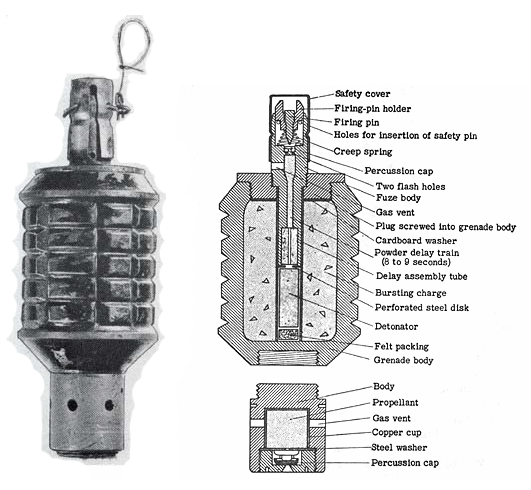
Une grenade Type 91.

- Grenade Type 91
- Grenade fumigène Type 11
- Grenade éclairantes Type 10
- Grenade de signal Type 10
- Grenade pyrotechnique Type 91
- Grenade à blanc Type 10